# Cornufer weberi
Espèce
Synonymes
- Platymantis weberi Schmidt, 1932

Statut de conservation UICN

 LC  : Préoccupation mineure
Cornufer weberi est une espèce d'amphibiens de la famille des Ceratobatrachidae.

## Répartition
Cette espèce est endémique de l'archipel des Salomon. Elle se rencontre jusqu'à 500 m d'altitude en Papouasie-Nouvelle-Guinée et aux Salomon.

## Description
Les mâles mesurent de 32,3 à 50 mm.

## Étymologie
Cette espèce est nommée en l'honneur de Walter A. Weber.

## Publication originale
- Schmidt, 1932 : Reptiles and amphibians from the Solomon Islands. Field Museum of Natural History Publication Zoological Series, vol. 18, no 9, p. 175-190 (texte intégral).